# 疊溪大地震
疊溪大地震，又稱茂縣大地震，發生于1933年8月25日（民国二十二年七月初五），震中位于中国四川省西北茂縣疊溪鎮。地震強度達7.5Ms，造成大規模的地表變動，山體滑坡，岷江河水倒灌，導致疊溪古城被淹沒盡毀，形成今日的疊溪海子。
这场地震的有感范围北至西安，东至万县（今重庆市万州区），西到阿坝，南至昭通。中国西部科学院地质研究所主任常隆庆携助手于10月赴往当地调查，在为期一个月的调查中得到如下结果：因地震而直接死难者6865人，受伤1925人，房屋倒塌5108间，受灾民众6352人，损失牲畜8878头。地震后的10月9日又发生了次生洪水灾害，造成约两千多人遇难死亡。

## 背景及地理
叠溪古镇位于茂县的西北部，今213国道处，位于茂县县城凤仪镇以北60多公里处，是川西平原经松潘草地前往青海、甘肃的一个交通要道。古镇地理上位于岷江上游旁的高台地上，未地震前据常隆庆的考察古镇高出当时河面有二百七十公尺。地震前古镇常住人口约为600余人，城内的房屋不到300所。历史上，汉代元鼎六年（公元前111年）在此地设蚕陵县。唐贞观四年（公元630年）隶属于翼州，是灌县（今都江堰市）经茂县到松潘的汉番中转站，也是在此时修筑了最早的叠溪城墙，但规模小于明朝时。民国时期自1927年来叠溪这一岷江上游地区实际由川军28路军军长邓锡侯控制。
可肯定地震的发生属于断层活动引起的构造地震，震中最大烈度为Ⅹ度。青藏高原东缘来主要由岷江-虎牙断裂带和龙门山断裂带组成。因为在当时仅有北京和南京的两个地震台对地震有记录，使得关于地震的震源构造和机制存在争议。钱洪、周荣军等（1999）认为叠溪地震的发震构造是左旋为主的岷江断裂南段的延伸。这一说法也得到了沈正康和王康等人(2011)的认同，依据他们所搜索到的全球地震台站的记录提出地震发震构造是以左旋走滑为主兼具逆冲分量的岷江断裂带南段。另外也有学者如黄祖智等（2002）和唐荣昌等（1983）认为地震的发震构造是位于较场弧形构造区内一条呈N52°-55°W的松平沟断裂，并分析是在川青块体近东西向的压应力下使得松平沟产生左旋的剪切活动引发了此次地震。汶川大地震后，一些研究学者将叠溪地震和汶川地震推到大环境下分析，认为是巴颜喀拉地块（断块）向东滑行的结果，其中闻学泽（2009）进一步指出在青藏高原的东部川青块体（巴颜喀拉地块）的的东边界处，在近400年地震活动中处于由平稳到加速的应变能释放的过程，叠溪地震就是自1879年加速释放后的一场大地震，与之后2008年的汶川大地震一样皆为其边界的释放事件。

## 破坏与伤亡
1933年的地震导致岩石崩塌，截断岷江干流及支流形成10个堰塞湖。岷江被堵45天后，堰塞湖溃决，形成洪水。洪峰流量约10200立方米每秒，冲毁都江堰的水利工程。灌县（即都江堰市）死亡人数5000人以上，红十字会等单位沿途捞尸717具。
地震导致岷江堵塞，形成大小海子11个，淹没了大量的田地和房屋，包括叠溪城及附近21个羌寨，死亡6800多人。